# De snoepwinkel van Zevensloten
De snoepwinkel van Zevensloten is een boek van schrijver Koos Meinderts. Het boek gaat over Peer en Pien Batist, de eigenaren van de Snoepwinkel van Zevensloten. Op een dag stapt JPM Flik de winkel binnen. Hij is eigenaar en enig aandeelhouder van Sweetie-sweet productions, de grootste snoepfabriek van het hele land. Meneer Flik vindt de snoepjes van Batist wel erg lekker, daarom wil hij het recept wel hebben, maar Peer en Pien geven het niet zomaar weg.
Het Jeugdtheater Hofplein uit Rotterdam heeft dit verhaal ook verwerkt in een theaterproductie in regie van Jaco van der Moolen. In deze voorstelling speelde Martin van Waardenberg de rol van JPM Flik.
De muziek werd geschreven door Harrie Jekkers.